# نجم الدين الرازي
الشيخ عبد الله بن محمد نجم الدين الرازي (بالفارسية: نجم‌الدین رازی) ولد بري قرب طهران وتوفي عام 1247 ميلادي كان أحد أعظم الصوفية الإيرانيين من إقليم خوارزم.
تتلمذ على يد نجم الدين الكبرى ولازمه ولما قُتِل عام 1221 هرب إلى همذان ثم تجول بإيران بعدها سافر إلى الجزيرة ومن ثم إلى الأناضول وهناك التقى بجلال الدين الرومي فأصبح مريدا له. جمع دروس شيخه نجم الدين كبرى في كتاب مرصاد العباد من المبدأ إلى الميعاد.